# Talok (Turen)
Talok is een bestuurslaag in het regentschap Malang van de provincie Oost-Java, Indonesië. Talok telt 9487 inwoners (volkstelling 2010).